# Carmelo González
Carmelo José González Jiménez (Las Palmas, 8 giugno 1983) è un ex calciatore spagnolo, di ruolo centrocampista.

## Palmarès

### Club
- Thai Premier League: 2

Buriram United: 2013, 2014

### Individuale
- Capocannoniere del campionato thailandese: 1

2013 (23 gol)